# Championnat de France de hockey sur glace 1960-1961
Saison précédente Saison suivante
La saison 1960-1961 est la 40e saison du championnat de France de hockey sur glace.

## Bilan
18e titre de champion de France pour le Chamonix Hockey Club devant Boulogne.